# کتاب‌های پرنده شگفت‌انگیز آقای موریس لس مور
کتاب‌های پرنده شگفت‌انگیز آقای موریس لس مور (به انگلیسی: The Fantastic Flying Books of Mr. Morris Lessmore) یک فیلم انیمیشن کوتاه محصول ۲۰۱۱ به کارگردانی ویلیام جویس و براندون اولدنبرگ است که توسط استودیو مون بات در شریوپورت، لوئیزیانا تولید شده است. پس از برنده شدن در بیش از دوازده جشنواره فیلم، این فیلم جایزه اسکار بهترین پویانمایی کوتاه را در هشتاد و چهارمین دوره جوایز اسکار دریافت کرد.